# Aeropuerto de Chevery
El Aeropuerto de Chevery (del inglés: Chevery Airport) (IATA: YHR, OACI: CYHR) está ubicado en la co costa del Golfo de San Lorenzo, Quebec, Canadá.

## Aerolíneas y destinos
- Air Labrador
  - Sept-Iles / Aeropuerto de Sept-Iles